# Dario Hunter
Dario David Hunter (sinh ngày 21 tháng 4 năm 1983), biết đến là Yisroel Hunter, là một luật sư, giáo sĩ, nhà giáo dục và chính trị gia người Mỹ. Ông là người đàn ông Hồi giáo đầu tiên được phong chức giáo sĩ.

## Lịch sử bầu cử
| Đảng          | Đảng          | Thành viên          | Phiếu bầu | %      |
| ------------- | ------------- | ------------------- | --------- | ------ |
|               | Dân chủ       | Anita Davis         | 457       | 67.11  |
|               | Dân chủ       | Christine Silvestri | 204       | 29.96  |
|               | Dân chủ       | Dario Hunter        | 20        | 2.94   |
| Tổng số phiếu | Tổng số phiếu | Tổng số phiếu       | 681       | 100.00 |

| Bầu cử học khu thành phố Youngstown 2015 Cử tri chọn bốn | Bầu cử học khu thành phố Youngstown 2015 Cử tri chọn bốn | Bầu cử học khu thành phố Youngstown 2015 Cử tri chọn bốn | Bầu cử học khu thành phố Youngstown 2015 Cử tri chọn bốn |
| Tên                                                      | Phiếu bầu                                                | Phần trăm                                                | Kết quả                                                  |
| -------------------------------------------------------- | -------------------------------------------------------- | -------------------------------------------------------- | -------------------------------------------------------- |
| Brenda Kimble, không đảng phái                           | 6,695                                                    | 37.59%                                                   | giữ                                                      |
| Michael Murphy, không đảng phái                          | 5,613                                                    | 31.51%                                                   | giữ                                                      |
| Corrine Sanderson, không đảng phái                       | 3,545                                                    | 19.90%                                                   | lại                                                      |
| Dario Hunter, điền vào                                   | 885                                                      | 4.97%                                                    | lại                                                      |
| Tina Cvetkovich, điền vào                                | 425                                                      | 2.39%                                                    | thua                                                     |
| Tyrone Peakes II, điền vào                               | 410                                                      | 2.30%                                                    | thua                                                     |
| Rick Alli, điền vào                                      | 238                                                      | 1.34%                                                    | thua                                                     |

| Đảng          | Đảng          | Thành viên        | Phiếu bầu | %      |
| ------------- | ------------- | ----------------- | --------- | ------ |
|               | Dân chủ       | Sarah Brown-Clark | 7,915     | 73.22  |
|               | Độc lập       | Dario Hunter      | 2,894     | 26.78  |
| Tổng số phiếu | Tổng số phiếu | Tổng số phiếu     | 10,809    | 100.00 |

| Bầu cử học khu thành phố Youngstown 2019 Nonpartisan election Cử tri chọn bốn | Bầu cử học khu thành phố Youngstown 2019 Nonpartisan election Cử tri chọn bốn | Bầu cử học khu thành phố Youngstown 2019 Nonpartisan election Cử tri chọn bốn | Bầu cử học khu thành phố Youngstown 2019 Nonpartisan election Cử tri chọn bốn |
| Tên                                                                           | Phiếu bầu                                                                     | Phần trăm                                                                     | Kết quả                                                                       |
| ----------------------------------------------------------------------------- | ----------------------------------------------------------------------------- | ----------------------------------------------------------------------------- | ----------------------------------------------------------------------------- |
| Tiffany D. Patterson                                                          | 3,632                                                                         | 22.58%                                                                        | lại                                                                           |
| Brenda Kimble                                                                 | 3,438                                                                         | 21.37%                                                                        | giữ                                                                           |
| Juanita Walker                                                                | 3,243                                                                         | 20.16%                                                                        | lại                                                                           |
| Barbara Brothers                                                              | 2,930                                                                         | 18.21%                                                                        | lại                                                                           |
| Dario Hunter                                                                  | 2,845                                                                         | 17.68%                                                                        | thua                                                                          |